# 風神山
風神山（ふうじんやま、かぜのかみやま）は、茨城県日立市と常陸太田市の境の山である。標高241.9m。阿武隈高地南部の多賀山地最南端に位置し関東平野の東北端と接する。山頂を中心とした一帯は高鈴県立自然公園に指定されており日立市が風神山自然公園として管理・整備している。山頂近隣にはNHKやNTTドコモなどの電波中継塔などが設置されている。

## 登山道
風神山は高鈴山から南に伸びる主稜線の最南端に位置しており、高鈴山・神峰山へ稜線伝いにつながるハイキングコース起点として機能しており雷神・風神碑のほかトレイル入口に駐車場、トイレなどが配備されている。
- 茨城県道61号日立笠間線、日立製作所日立研究所近隣の舗装路から登るルート。
- 高鈴山から尾根伝いに行くルート。
- 日立市森山町日輪寺近隣から登るルート。
- 日立市石名坂町赤羽根団地から登るルート。
- 常陸太田市大森町から大森展望台を経由して登るルート。

## 施設
- NTT風神無線中継所
- 日立テレビ中継放送局
- NHK日立放送中継所
- 消防無線風神山基地局

## 周辺
- 高鈴山
- 真弓山
- 常磐自動車道日立トンネル

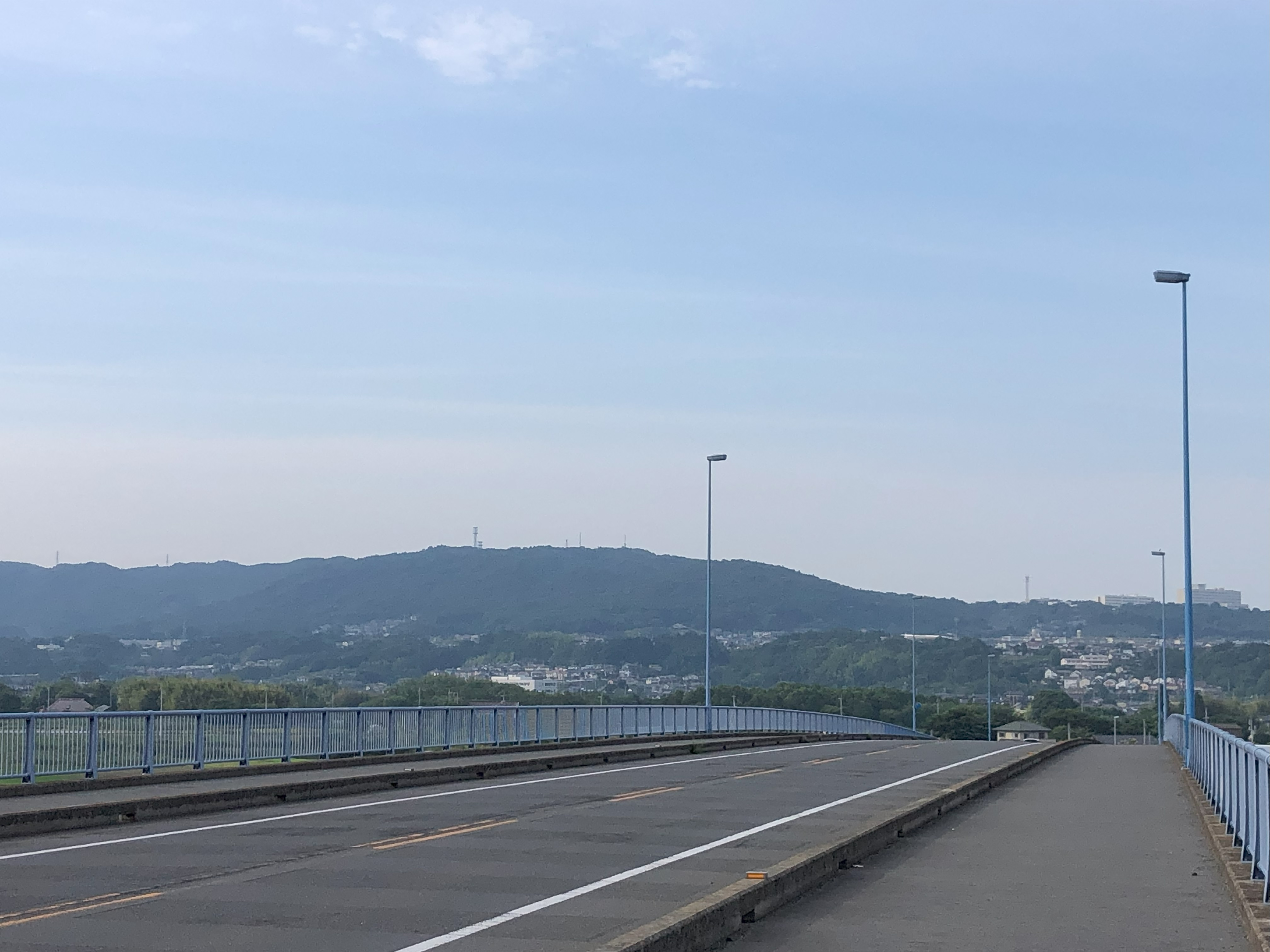
日立南バイパス  - 久慈川にかかる留大橋付近から北方に望む風神山。右端は日立研究所、左に伸びる稜線は真弓山を経由し高鈴山に続く
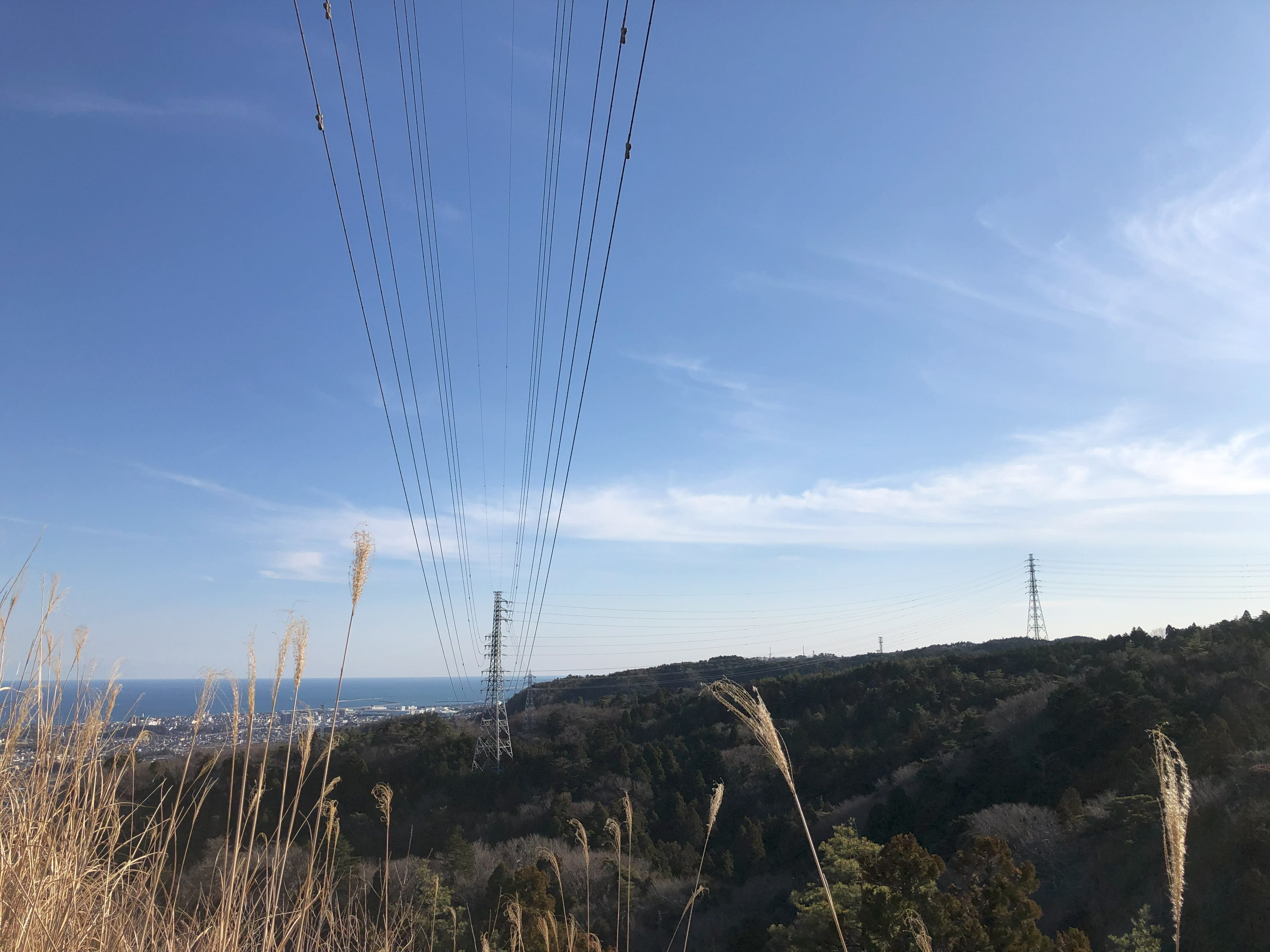
真弓山東端の常磐線64号鉄塔付近から南方に望む風神山(中央付近)
  - 真弓山東端の常磐線64号鉄塔付近から南方に望む風神山(中央付近)